# 菲尔·布莱恩特
杜威·菲利普·布萊恩特（英語：Dewey Phillip "Phil" Bryant，1954年12月9日—）是美國政治人物，隸屬共和黨，曾於2012年至2020年擔任第64任密西西比州州長。在此之前，他曾任第31任密西西比州副州長（2008年－2012年）及第40任密西西比州審計長（1996年－2008年）。
布萊恩特於2011年當選州長，擊敗民主黨候選人、哈蒂斯堡市市長約翰尼·杜普里（Johnny DuPree），並於2015年成功連任，擊敗民主黨候選人羅伯特·格雷（Robert Gray）。

## 早年生活與教育背景
布萊恩特出生於密西西比三角洲的向日葵郡穆爾黑德，其父杜威·C·布萊恩特（Dewey C. Bryant）為一名柴油機械師，母親埃絲特爾·R·布萊恩特（Estelle R. Bryant）為家庭主婦，育有三名男孩。布萊恩特一家後遷居州府傑克遜，其父親在Jackson Mack Sales公司工作，後擔任服務部經理。
布萊恩特於高二、高三時期就讀於Council McCluer高中。
他先後就讀於海恩茲社區學院（Hinds Community College），並於南密西西比大學取得刑事司法學士學位，後於密西西比學院取得政治學碩士學位。布萊恩特亦獲頒密西西比學院法學名譽博士學位，並曾在該校擔任兼職教授，教授密西西比州政治史，任教期間橫跨其首次州長任期前後。

## 政治生涯

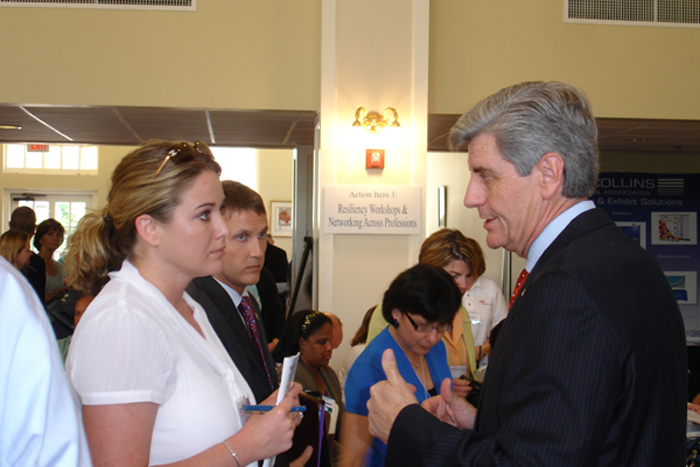
布萊恩特於2008年與選民交談

在進入公共服務領域之前，布萊恩特於1976年至1981年間擔任海恩茲郡副警長，期間從事毒品執法的臥底工作，亦曾任職保險理賠調查員。
布萊恩特當選為密西西比州眾議院議員後，擔任眾議院保險委員會副主席，並於1992年推動通過「資本利得稅減免法案」。
1996年，在州審計長史蒂夫·帕特森（Steve Patterson）辭職後，布萊恩特獲州長柯克·福戴斯（Kirk Fordice）任命為密西西比州審計長，並於同年11月1日宣誓就職，2003年成功連任。同年，他說服密西西比州議會賦予審計辦公室下屬調查部門的執法人員完整逮捕權。
2007年，布萊恩特當選密西西比州副州長，擊敗民主黨籍候選人、州眾議員傑米·弗蘭克斯（Jamie Franks）。
2011年，布萊恩特當選密西西比州州長，擊敗民主黨候選人，哈蒂斯堡市市長強尼·杜普里（Johnny DuPree）。
布萊恩特於2019年卸任公職後，成為諮詢公司BSS Global的創始成員之一。